# Jardins Maianos

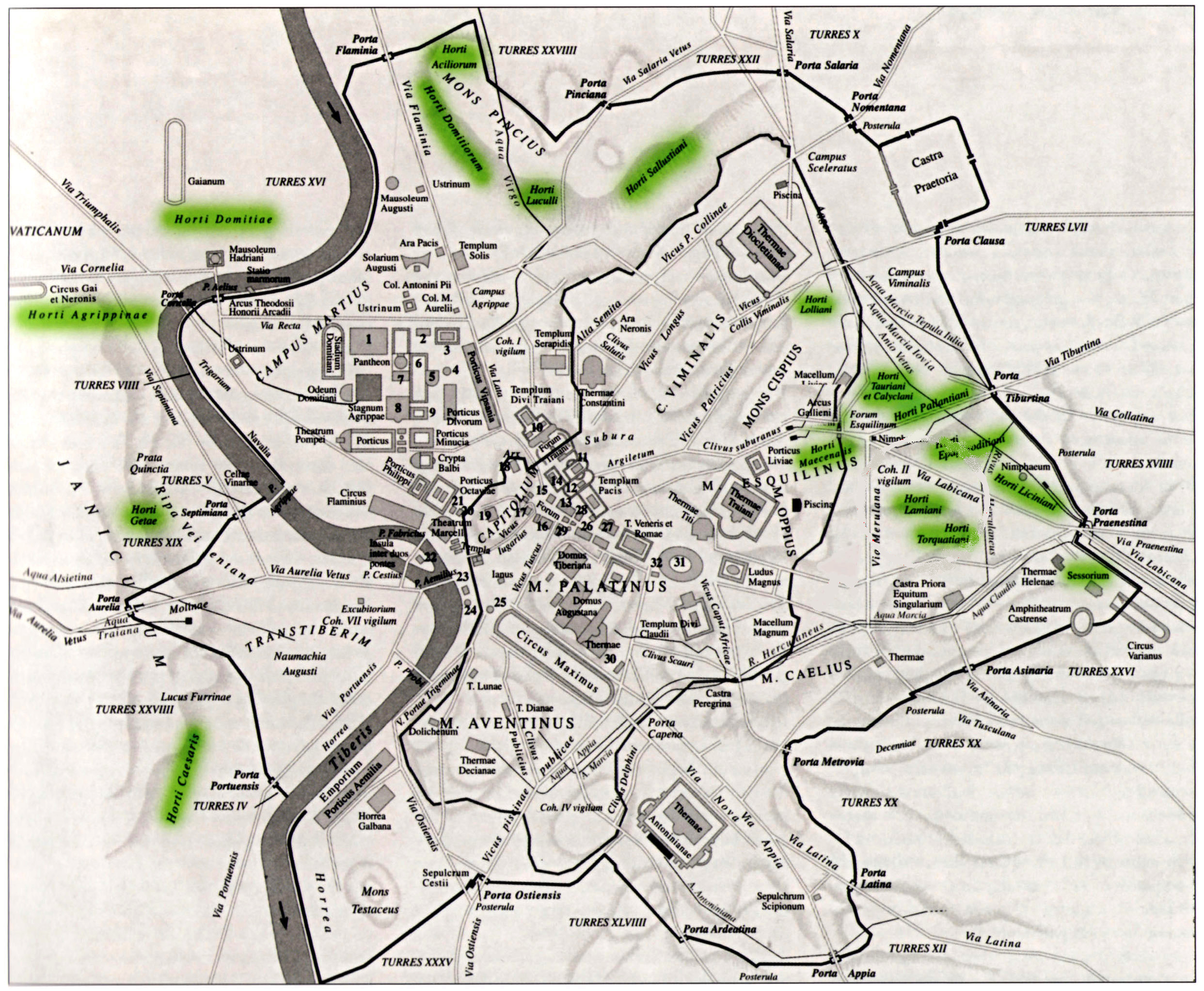
Neste mapa dos jardins da Roma Antiga, o destaque está indicando os Jardins Lamianos, ao qual, provavelmente, os Jardins Maianos foram incorporados e, portanto, do qual ficava próximo.

Jardins Maianos (em latim: Horti Maiani) eram antigos jardins romanos que ficavam localizados no cume do monte Esquilino, no rione de mesmo nome de Roma, numa área que corresponde, a grosso modo à Piazza Vittorio Emanuele II.

## História
Este jardim é conhecido apenas através de duas inscrições, ANTER[OS] / TI(beri) CAESAR[IS] / GERMA[NICI] / EX HO[RTIS] / MAIAN[IS] (53-54 d.C.) e D(is) M(anibus) / FELICI CAISA / RIS SER(vo) VILICO / HORTOR(um) MAIANOR(um) / IVLIA MELITENE / CONIVGI / B(ene) M(erenti) (período de Augusto até Calígula), e por uma breve citação por Plínio, o Velho, que conta sobre a destruição de uma pintura colossal de Nero que ficava entre alguns edifícios no interior dos jardins.
Uma outra inscrição, da época de Cláudio, conta que os Jardins Maianos eram administrados juntamente com os Jardins Lamianos por um único zelador, o procurator hortorum Maianorum et Lamianorum.
Vizinhos, portanto, dos bem mais conhecidos Jardins Lamianos, os Jardins Maianos passaram a integrar o conjunto de propriedades imperiais no monte Esquilino. Estas, já atestadas no final do reinado de Tibério, foram transformadas num conjunto monumental por Calígula depois da construção de uma luxuosa villa articulada entre pavilhões e terraços cenograficamente inseridos na paisagem natural seguindo a moda helenística.
Segundo alguns autores, "Maiani" seria uma corruptela de "Maecenatiani", o que indicaria a identificação com os Jardins de Mecenas (em latim: Horti Maecenatis).
A gente Maina, cujo nomen é muito pouco atestado em Roma, é provavelmente oriunda de Aeclanum.